# Stupini (okręg Sălaj)
Stupini – wieś w Rumunii, w okręgu Sălaj, w gminie Hida. W 2011 roku liczyła 188 mieszkańców.